# Австрийская почта на острове Крит
Австрийская почта на острове Крит — почтовые отделения, принадлежавшие Австрии и функционировавшие в нескольких городах самого большого греческого острова Крит с 1845 по 1914 год.

## Развитие почты
Наряду с несколькими другими государствами, Австро-Венгерская империя имела собственные почтовые отделения на Крите с середины XIX до начала XX века. Первое почтовое учреждение было открыто в 1845 году, а в 1858 году появились ещё два отделения.
По другим сведениям, три почтовых отделения — в Ханье, Гераклионе и Ретимно — работали с 1890 до 1914 года, сменив более ранние почтовые бюро пароходной компании «Австрийский Ллойд» и официальные австрийские почтовые агентства, которые, в свою очередь, существовали в указанных городах соответственно с 1837 (в Ханье) и 1845 года.

## Выпуски почтовых марок

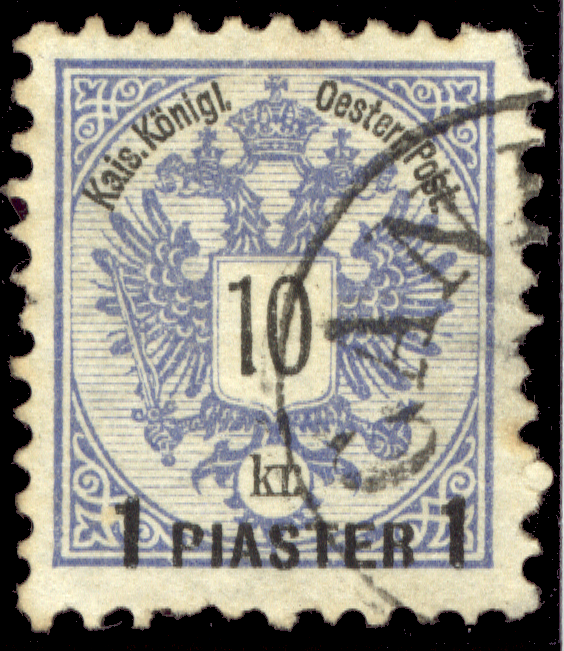
Австрийская почтовая марка Леванта (1888), погашенная почтовым штемпелем на Крите(Sc #17)

Для оплаты почтовых услуг в австрийских отделениях использовались почтовые марки Австрии с номиналами (или с надпечатками номиналов) в разных валютах — сольдо Ломбардо-Венецианского королевства, турецкие пара и пиастры, французские сантимы и франки. Гораздо реже использовались обычные австрийские марки без надпечатки новых номиналов.
Многие филателисты и каталоги традиционно ссылались только на выпуски с номиналами во французской валюте как на «Австрийскую почту на Крите» (англ. «Austrian Post Offices in Crete»), отличая их от выпусков с номиналами в турецкой валюте, которые считались «Австрийской почтой в Османской империи» («Austrian Post Offices in the Turkish Empire») или «Австрийским Левантом» («Austrian Levant»). Однако почтовые марки с номиналами в обеих валютах были в обращении как в почтовых отделениях на Крите, так и во многих других австрийских почтовых отделениях на территории Османской империи, поэтому такое различение вводит в заблуждение.
Почтовые марки с номиналами, обозначеными во французской валюте, впервые были выпущены в 1903 году. Последняя такая серия увидела свет в 1908 году. Рисунки этих памятных марок были аналогичны австрийской серии, посвящённой 60-летию вступления на трон императора Франца Иосифа I.
По данным Л. Л. Лепешинского (1967), всего за период 1903—1914 годов было выпущено 24 марки. В каталоге «Скотт» указано 22 марки (без учёта разновидностей).